# Isabel de Valois (1292-1309)
Isabel de Valois, nascuda el 1292, morta el 1309, fou una princesa francesa, filla de Carles I de Valois, comte de Valois i de la seva primera dona Margarida d'Anjou.
El 1295, el duc Joan II de Bretanya, fins llavors fidel del rei Felip IV de França, va rebre del seu cunyat el rei Eduard I d'Anglaterra el càrrec de capità general d'Aquitània. Felip IV va decidir la conquesta de l'Aquitània i va enviar un exèrcit manat pel seu germà Carles, comte de Valois. Joan II no experimenta més que revessos i, per salvar el seu ducat, al seu torn amenaçat d'invasió, va haver de rompre la seva aliança amb Anglaterra i negociar la pau amb França.
Per segellar la pau, va acordar casar a Joan, el net del duc de Bretanya, amb Isabel de Valois, la neboda del rei de França. El matrimoni va tenir lloc el 1297, però Isabel va morir dotze anys més tard sense haver tingut fills.
Joan va esdevenir duc de Bretanya el 1312, i es va casar de nou dues vegades, sense tenir hereu. La seva mort va ser el començament de la Guerra de Successió de Bretanya.